# Bahnhof Stühlingen
Der Bahnhof Stühlingen ist der ehemalige Bahnhof der Kleinstadt Stühlingen im Landkreis Waldshut, unmittelbar an der Grenze zwischen Deutschland und der Schweiz gelegen. Der Bahnhof liegt an Streckenkilometer 17,4 der von Lauchringen über Stühlingen und Blumberg nach Immendingen führenden Wutachtalbahn. Heute verkehren nur noch im Sommerhalbjahr Zubringerzüge zur im benachbarten Weizen beginnenden Museumsbahn über Stühlingen. Seit Dezember 2019 gibt es statt des Bahnhofes einen Haltepunkt etwa 700 Meter südwestlich des Bahnhofes.

## Geschichte
Stühlingen erhielt im Jahre 1875 einen Eisenbahnanschluss von Lauchringen her. In Stühlingen hatte die so genannte „Wutachtalbahn“ auch ihren vorläufigen Endpunkt erreicht, bis die Strecke ein Jahr später ins benachbarte  Weizen verlängert wurde. Im Jahre 1890 wurde die Wutachtalbahn bei Immendingen an die Schwarzwaldbahn angeschlossen und somit fertig gestellt.
Das Empfangsgebäude in Stühlingen war seit der Streckeneröffnung 1875 als einstöckiges Provisorium ausgeführt. Die Planung des Südabschnittes bis Stühlingen fand in der Gründerzeit statt, so sahen die Planer Stühlingen als  Knotenpunkt für die Anbindung der angedachten Strecke Bonndorf im Schwarzwald–Weizen–Stühlingen und der Strassenbahn Schaffhausen–Schleitheim voraus. So war auch die Bahnbauinspektion bis Mitte 1875 und die lokale Bauleitung für den mittleren Abschnitt Weizen-Blumberg in Stühlingen beheimatet. Heute ist von dem einstigen Provisorium nichts mehr zu sehen, da alle Hochbauten und Gleisanlagen zurückgebaut wurden.
Da die seit etwa 1870 aufkommende Idee einer normalspurigen Verbindung von Stühlingen nach Beringen sowie der Anschluss an die Strassenbahn Schaffhausen–Schleitheim und die Strecke Bonndorf–Weizen–Stühlingen aufgrund des abflauenden Eisenbahnbooms nie realisiert wurde, wurde Stühlingen nie zu einem Eisenbahnknotenpunkt. Jedoch befand sich die Endstation der Straßenbahn, Oberwiesen-Stühlingen, unmittelbar an der Zollstation Deutschland–Schweiz, etwa einen halben Kilometer entfernt. Bis zur Stühlinger Ortsmitte war es etwa ein Kilometer. 
Der tägliche Personenverkehr auf der Wutachtalbahn wurde schließlich aus Rentabilitätsgründen zum 1. Januar 1976 eingestellt, so dass die einzige hier verwirklichte Bahnstrecke ihren planmäßigen Verkehr verlor. Der Güterverkehr zur Sto AG wurde noch bis ins Jahr 2001 betrieben. Trotz zahlreicher Bemühungen für eine Reaktivierung des täglichen Personenverkehrs konnte dieses Ziel bis heute nicht umgesetzt werden.
Der Bahnhof Stühlingen wurde etwa um 2004 vom Bahnhof zum Haltepunkt zurückgestuft. Das Gebäude, welches sich westlich des Bahnhofs befindet, wurde ursprünglich als Wohngebäude für Bahnmitarbeiter genutzt. Seit 2012 beherbergt es unter anderem eine Spielhalle. Zwischen dem Empfangs- und Wohngebäude befand sich ursprünglich ein Garten für die Bahnmitarbeiter. Sowohl Empfangsgebäude als auch Güterhalle existieren heute nicht mehr.
Seit Dezember 2013 verkehrt zudem an Schultagen in Baden-Württemberg mittags ein Zug von Waldshut über Lauchringen bis nach Wutöschingen und zurück. Ein Jahr später wurde dieser Schülerzug auf kommunale Initiative hin bis nach Eggingen verlängert, wo Anschluss an einen Bus Richtung Stühlingen besteht. Dadurch ist Stühlingen über einen Zubringerbus auch ganzjährig wieder im Schienenverkehr erreichbar.
Seit Dezember 2019 verkehren die Züge montags bis freitags an Schultagen vier Mal von Waldshut bis zum neuen Haltepunkt Stühlingen an der Realschule.

## Verkehr

### Bahnverkehr
Seit 2024 verkehren wieder alle zwei Stunden Züge in Stühlingen.
Im Sommerhalbjahr gibt es sonntags je zwei Regionalbahn-Verbindungen nach Waldshut, wo Anschluss an die Hochrheinbahn Basel–Singen sowie die S-Bahnen Richtung Koblenz (CH) besteht. In die andere Richtung verkehren die als Weizen-Pendel bezeichneten Zubringerverkehre ins benachbarte Weizen zur Museumsbahn Wutachtal e. V. An Schultagen verkehren täglich je fünf Zugpaare zwischen Stühlingen und Waldshut.
| Linie | Strecke                                                                                             | Taktfrequenz                                                            |
| ----- | --------------------------------------------------------------------------------------------------- | ----------------------------------------------------------------------- |
| RB 37 | Waldshut – Tiengen (Hochrhein) – Lauchringen West – Wutöschingen – Eggingen – Stühlingen (– Weizen) | 5 Zugpaare täglich an Schultagen, 2 Zugpaare sonntags im Sommerhalbjahr |

### Busverkehr
Die SBG Südbadenbus GmbH betreibt das Busverkehrsnetz in und um Stühlingen.
Die Anbindung an den Bahnhof Lauchringen sowie den Eisenbahnknotenpunkt Waldshut wird durch die Regionalbuslinie 7338 sichergestellt, welche am Bahnhof Stühlingen ihren Anfangs- beziehungsweise Endpunkt hat.

### Tarife
Die Stadt gehört dem Waldshuter Tarifverbund (WTV) an. Dessen Tarife gelten auch auf den Zubringerzügen zur Sauschwänzlebahn (Museumsbahn) bis Weizen. Darüber hinaus gilt in Stühlingen auch die KONUS Gästekarte, welche im gesamten Schwarzwald die kostenlose Nutzung von Bussen und Bahnen ermöglicht.